# 11433 Gemmafrisius
A 11433 Gemmafrisius (ideiglenes jelöléssel 3474 T-3) a Naprendszer kisbolygóövében található aszteroida. Cornelis Johannes van Houten,  Ingrid van Houten-Groeneveld és Tom Gehrels fedezte fel 1977. október 16-án.